# Ranson
Ranson – miasto w Stanach Zjednoczonych, w stanie Wirginia Zachodnia, w hrabstwie Jefferson.